# Londres-Centre
Londres-Centre (Inner London en anglès) és el nom pel grup de districtes de Londres que forma la part interior del Gran Londres i estan envoltats per Londres-Perifèria. L'àrea va ser oficialment definida per primera vegada en 1965 i per a fins com ara les estadístiques, la definició ha canviat amb el temps. Londres-Centre és oficialment la zona més rica a Europa amb el carrer més car d'Europa, la renda per capita és de gairebé 80.000 dòlars, mentre que la del Regne Unit és aproximadament de 46.000 dòlars. Moltes de les persones més riques del món viuen a l'oest i al nord de Londres, però hi ha una pobresa generalitzada també en aquestes àrees, així com l'East End i àrees al sud del riu.

## Llei de 1963 del Govern de Londres
Els districtes interiors de Londres foren definits per la Llei de 1963 del Govern de Londres, i la definició es fa servir per a fins com ara el sistema de finances públiques locals.